# الزراعة في الأردن

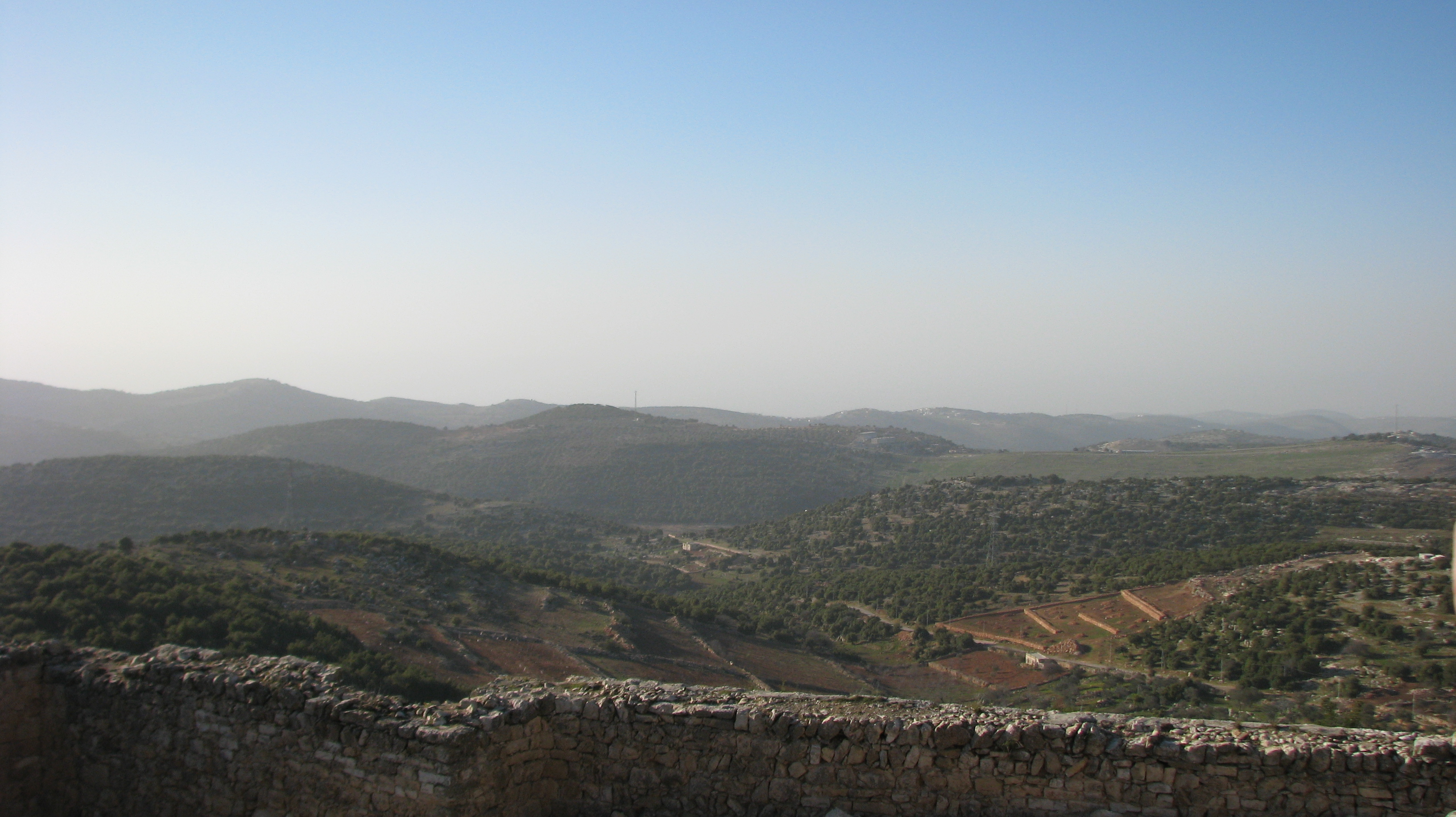
الأراضي الزراعية

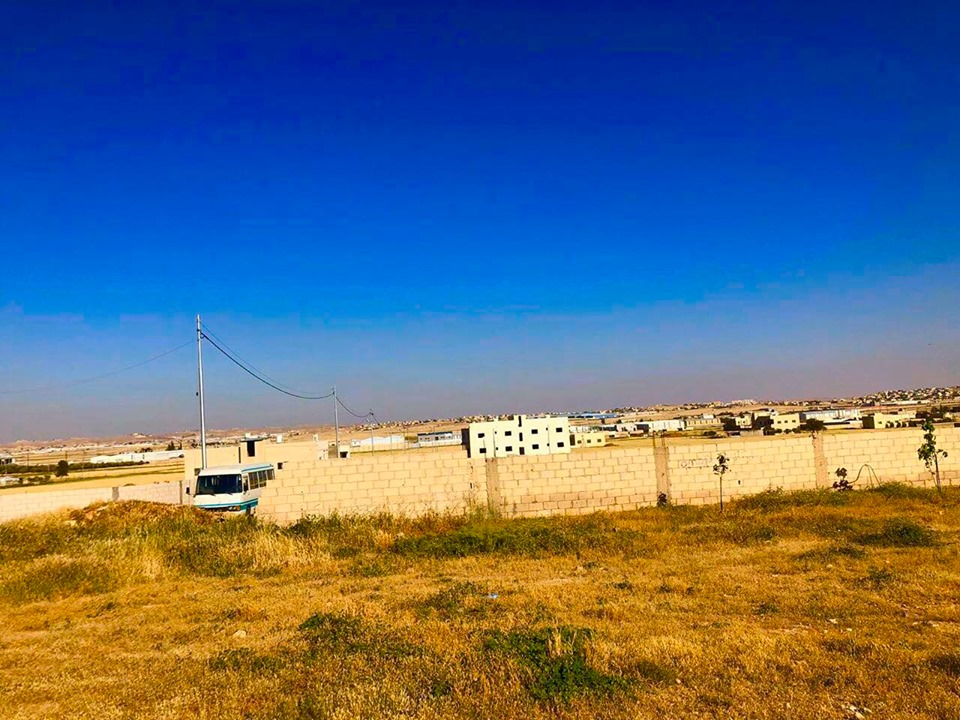
الأحياء الزراعية

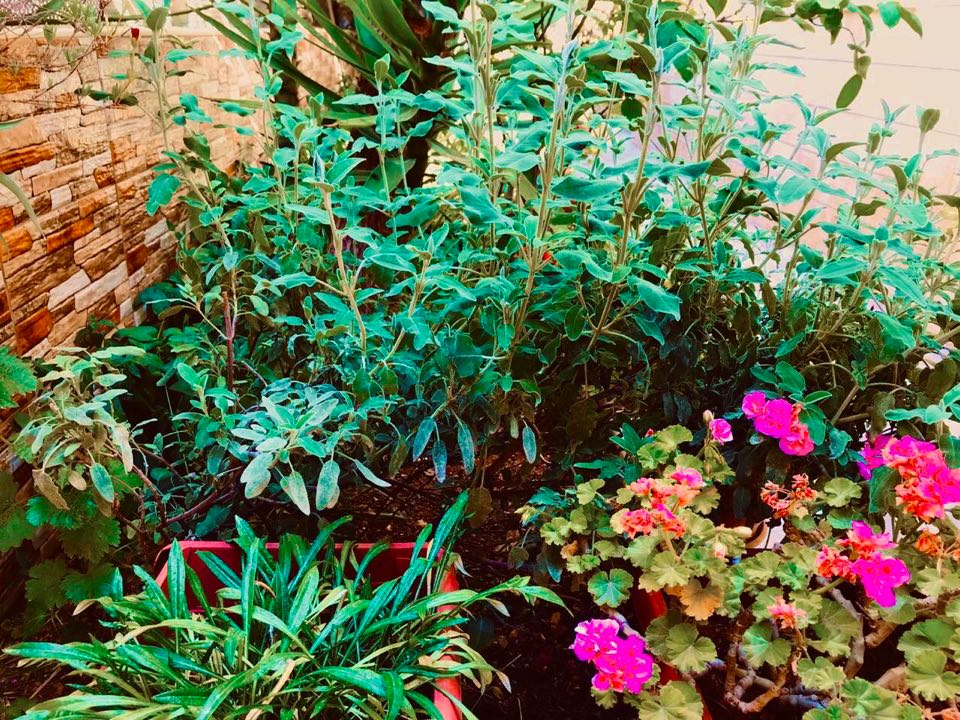
زراعة منزلية

يعتبر القطاع الزراعي من القطاعات المهمة في الأردن، وتلعب الزراعة دورا هاما في المنظومة الاقتصادية والاجتماعية للمجتمعات الريفية كما ترتبط ارتباطا وثيقا بجهود المحافظة على البيئة الطبيعية واستمراريتها. يواجه القطاع الزراعي في الأردن مشاكل وتحديات متمثلة في توالي سنوات الجفاف، تذبذب الأمطار، قلة الأراضي الزراعية، ندرة الموارد المائية، والمخاطر المختلفة. يساهم القطاع الزراعي بما نسبته 5.6 % من الناتج المحلي الإجمالي ويعمل فيه 3.5% من مجموع القوى العاملة، وتشكل الصادرات الزراعية 15.4% من مجموع صادرات المملكة، يذهب 90.5 % منها إلى الأسواق العربية. حقق الأردن الاكتفاء الذاتي في عدد من المنتجات الزراعية كزيت الزيتون، اللبن، إلا أن الكثير من المنتجات الغذائية الأساسية كأنواع القمح ومشتقات الحليب والسكر, اللحوم الحمراء والخضراوات تستورد من الخارج. نمت الصادرات من المنتجات الزراعية بنسبة 36.9% عام 2005 مقارنة بما قيمته 28.2% عام 2004. ومن أهم الصادرات الزراعية: الطماطم، الزيوت المهدرجة، والسجائر. أهم الدول المستوردة هي العراق، الإمارات العربية المتحدة، وسوريا.

## أرقام

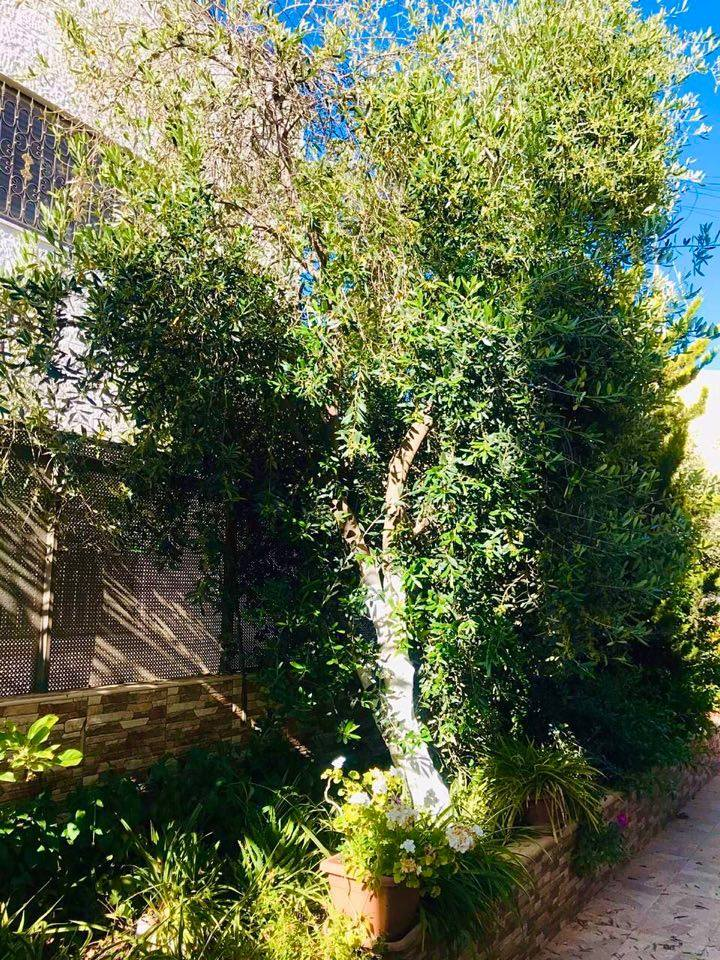
صورة لأحد أشجار الزيتون المزروعة منذ حوالي 15 سنة في أحد المنازل الأردنية

ارتفعت قيمة الصادرات الزراعية بنسبه (25.2%) خلال عام 2007 مقابل ارتفاع نسبته (17.3%) خلال عام 2006، وهذا يعود إلى ارتفاع أسعارها وليس كمياتها، إذ ارتفع الرقم القياسي السعري للصادرات الزراعية خلال عام 2007 بنسبة (26.0%) في حين انخفض الرقم القياسي الكمّي بنسبة (0.7%) وذلك مقابل ارتفاع الأول بنسبة (22.7%) وتراجع الثاني بنسبة (6.9%) خلال عام 2006.
قام الأردن بإبرام اتفاقيات والتعاون الدولي بحيث أقام علاقات متميزة مع وزارات الزراعة ومراكز البحث في أغلبية الدول التي يقيم معها علاقات دبلوماسية، وتعزيز دوره دوليّا في مجال الزراعة من خلال المشاركة في التجمعات الإقليمية والمنظمات الدولية ذات العلاقة ومن بينها منظمة الأغذية والزراعة للأمم المتحدة, منظمة التجارة العالمية، الاتحاد الأوروبي, منطقة التجارة الحرة العربية الكبرى، لجنة الأمم المتحدة الاقتصادية والاجتماعية لغربي آسيا (الإسكوا) وغيرها. توجد المياه الجوفية المتجددة في الأردن في 12 حوضاً مائيا محدداً. ويواجه الأردن اختلالاً في معادلة السكان وموارد المياه. وتعتبر حصة الفرد من موارد المياه المتجددة من أدنى الحصص في العالم وهي في تناقص مع الزمن ومن المتوقع أن تهبط حصة الفرد السنوية البالغة 180 متر مكعباً في الوقت الحاضر إلى 90 متراً مكعباً في عام 2025. تتكون موارد المياه أساسا من موارد المياه السطحية والجوفية، إلى جانب مياه الصرف الصحي المعالجة التي تستغل بدرجة متزايدة لأغراض الري في وادي الأردن على الأغلب. وتقدر موارد المياه العذبة بحوالي (850) مليون متر مكعب في العام.
فيما يتعلق بالثروة النباتية، بلـغ إجمالي المساحـة المزروعة نحو 25.2 مليون دونم لعام 2006 مقابل 2.74 مليون دونم لعام 2005 أي بزيادة مقدارهـا 2%، وقد شكلت المساحة المروية ما نسبته 33% من إجمالي المساحة المزروعة. وبلغت المساحات المزروعة بالأشجار المثمرة عام 2006 نحو 863.4 ألف دونم حيث تشكل حوالي 34.2% من إجمالي المساحة المزروعة بالأشجار مقابل 861 ألف دونم عام 2005 أي بزيادة في المساحة بنسبة 0.3% وأهم الأشجار المثمرة المزروعة كانت الزيتون والحمضيات واللوزيات والتفاحيات والعنب بنسب 75%, 7.8%, 4.4%, 4.8%, 4.2% على التوالي من إجمالي المساحة المغطاة بالأشجار المثمرة. كذلك بلغ إنتاج الزيتون في عام 2006 حوالي 147 ألف طن مقابل 113 ألف طن في عام 2005 بنسبة زيادة 30%, وارتفع إنتاج زيت الزيتون بنسبة 76% عن موسم العام السابق فقد وصل الإنتاج إلى 37 ألف طن.
تعتبر الثروة الحيوانية مكوّنا رئيسيا من مكونات القطاع الزراعي حيث تساهم بنحو 55% مـن قيمـة النـاتج الزراعي. وتتفاوت نسبة مساهمة قطاعات الثروة الحيوانية المختلفة في الناتج الزراعـي، حيـث يحتـل قطـاع الدواجن المرتبة الأولى يليه قطاع الأبقار ثم قطـاع الأغنام (الضأن والماعز). إلا أن هنالـك أهميــة خاصـة لقطـاع الأغنام تتعلق بالبُعد الاجتماعي لهذا القطاع حيث يعتمد عليـه نحـو 48% من التجمعـات الـسكانية الرعوية في البادية في معيشتهم. بلغ عدد مزارع الدواجن بكافة أنواعها حوالي 2463 مزرعة بـسعة 37.7 مليون طير في عام 2006, يأتي قطاع تربية الأبقار في المرتبة الثانية من حيث الأهمية بعد قطاع الدواجن، فقد بلغ تعداد الأبقار في المملكـة خلال عام 2006 حوالي 69.1 ألف رأس تربى في 602 مزرعة ولدى العديد من الأسر في المناطق الريفية. أنتجت حوالي 4.1 ألف طن من اللحوم الحمراء وهذه تشكّل ما نسبته 30% من الإنتاج المحلي مـن اللحوم الحمراء و 208 ألف طن حليب سائل وتساهم الأبقار في إنتاج أكثر من 80% من إجمالي الإنتاج المحلي من الحليب الطازج ويحقق هذا الإنتاج من الحليب إضافة للحليب الناتج من الأغنام والماعز اكتفاء ذاتيا يقدر بحـوالي 67%. وقدرت أعداد الضأن والماعز في نهاية عـام 2006 بحوالي 1.971 و 0.474 مليـون رأس علـى التـوالي ساهمت بإنتاج ما نسبته 20% من إجمالي الإنتاج المحلي من الحليب الطازج بالإضافة لإنتاج ما لا يقل عـن 62% من إجمالي الإنتاج المحلي من اللحوم الحمراء. أما الضأن فبلغ عددها 1.971 مليون رأس أنتجت 7.3 ألف طن من اللحوم الحمراء وحوالي 32 ألف طـن من الحليب السائل، في حين بلغ عدد الماعز حوالي 0.474 مليون رأس أنتجت 2.4 ألف طن مـن اللحوم الحمراء و 20 ألف طن من الحليب السائل.